# کای (ئی‌پی)
کای (انگلیسی: Kai; هانجا: 开؛ معنای لفظی: «Open»، به صورت K开I نیز نوشته می‌شود) نخستین آلبوم چندآهنگه (ئی‌پی) خواننده کره‌ای کای از گروه اکسو است. این آلبوم در ۳۰ نوامبر ۲۰۲۰ توسط اس‌ام انترتینمنت منتشر شد و شامل شش ترانه است. آلبوم فیزیکی در هفت نسخه مختلف (۳ نسخه فوتوبوک، ۳ نسخه جوئل کیس و یک نسخه فلیپ‌بوک) در دسترس است.

## جدول‌ها
| جدول (۲۰۲۰)                        | بهترین جایگاه |
| ---------------------------------- | ------------- |
| آلبوم‌های ژاپنی (اوریکون دیجیتال)   | ۱۱            |
| آلبوم‌های کره جنوبی (گائون)         | ۳             |
| آلبوم‌های دیجیتال بریتانیا (اواوسی) | ۲۳            |
| تاپ هیتسیکرز آمریکا (بیلبورد)      | ۷             |
| آلبوم‌های جهانی آمریکا (بیلبورد)    | ۱۱            |
| جدول (۲۰۲۳)                        | بهترین جایگاه |
| آلبوم‌های لهستانی (زی‌پی‌ای‌وی)        | ۸۴            |

## گواهی‌نامه‌ها
| منطقه                             | گواهی    | واحد گواهی‌شده/فروش |
| --------------------------------- | -------- | ------------------ |
| کره جنوبی (گائون)                 | Platinum | ۲۵۰٬۰۰۰^           |
| ^ رقم توزیع تنها بر پایهٔ گواهی‌ها. |          |                    |

## تاریخچه انتشار
| منطقه     | تاریخ          | فرمت                         | ناشر            |
| --------- | -------------- | ---------------------------- | --------------- |
| کره جنوبی | ۳۰ نوامبر ۲۰۲۰ | سی‌دی، دانلود دیجیتال، استریم | اس‌ام انترتینمنت |
| مختلف     | ۳۰ نوامبر ۲۰۲۰ | دانلود دیجیتال               | اس‌ام انترتینمنت |